# Swietelsky

Swietelsky

Swietelsky este o companie de construcții din Austria.
Este specializată în construcții feroviare, rutiere și civile.
În anul 2008, compania avea peste 6.000 de angajați, iar în anul fiscal 2005-2006 a avut o cifră de afaceri de 1,1 miliarde de euro.

## Swietelsky în România
Grupul este prezent și în România, prin compania Swietelsky Construcții Feroviare, care a avut în 2008 o cifră de afaceri de 113 milioane de lei și 193 de angajați.
De asemenea, grupul mai deține și compania Drumserv Târgu Mureș.
Swietelsky mai deține și 50% din compania Asfalt Dobrogea, care a inaugurat în noiembrie 2008 cea mai mare stație de asfalt din România, în zona industrială a localității Ovidiu, județul Constanța, în urma unei investiții de cinci milioane euro.